# Friedrich Christian Rosenthal
Friedrich Christian Rosenthal (Greifswald, 3 giugno 1780 – Greifswald, 5 dicembre 1829) è stato un anatomista tedesco.

## Biografia
Conseguì il dottorato presso l'Università di Jena, e successivamente  aprì una pratica medica a Greifswald (1804). A Greifswald lavorò a stretto contatto con il naturalista Karl Asmund Rudolphi (1771-1832), conseguendo la sua abilitazione nel 1807 con una tesi sull'olfatto. Nel 1810 accettò una cattedra presso l'Università di Berlino e nel 1820 tornò a Greifswald come professore di fisiologia e anatomia. Morì nel 1829 all'età di 49 anni a causa di tubercolosi.